# Iglesia de la Asunción (Cuevas de Vinromá)

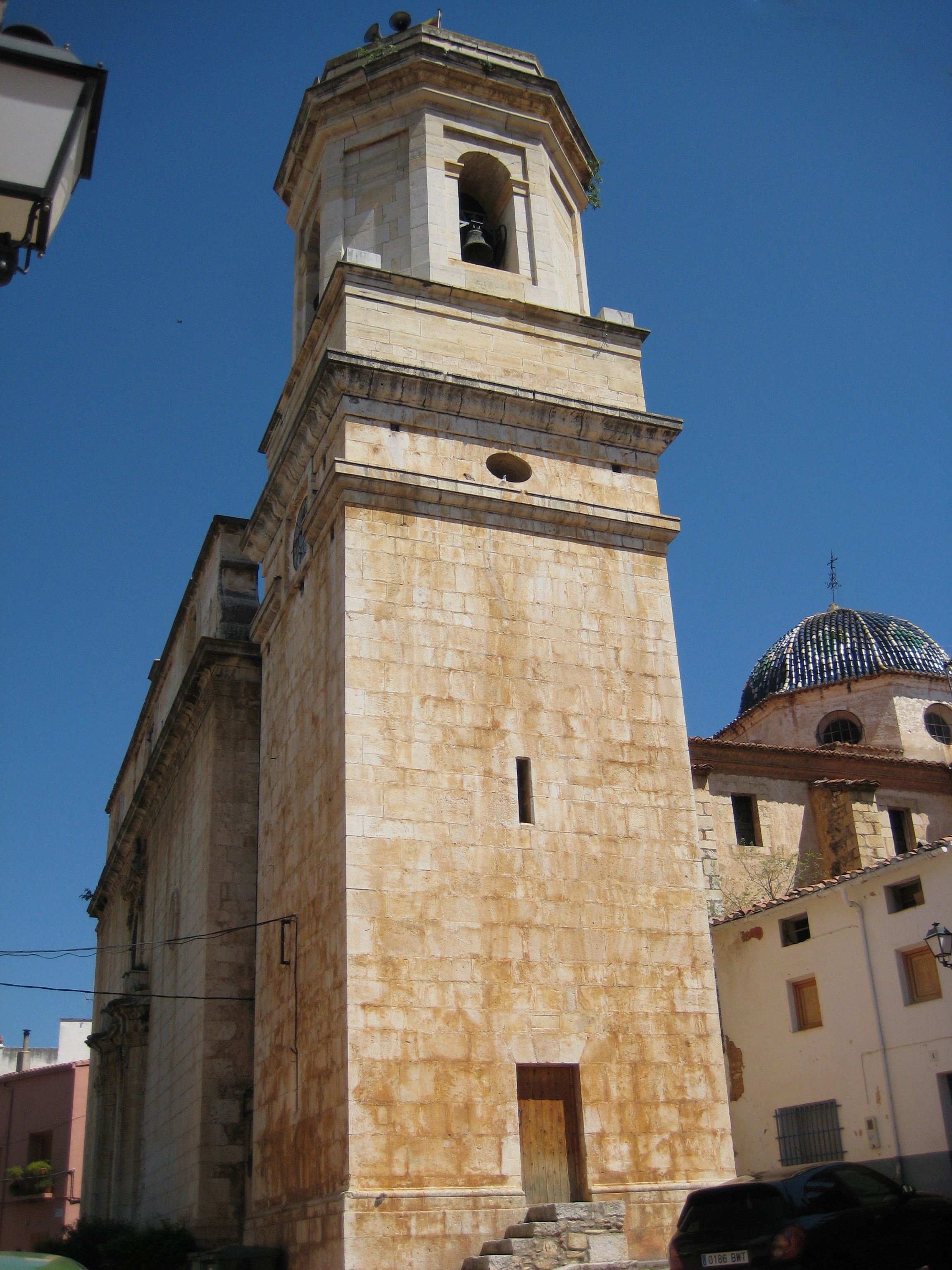
Torre campanario

La Iglesia de la Asunción de Cuevas de Vinromá, está situada en el centro de la población, en la calle Desamparados. Es una iglesia parroquial, templo católico que pertenece al obispado de Segorbe-Castellón.

## Historia
Con el crecimiento de la población en el siglo XVIII, la iglesia existente, conocida desde entonces como la Iglesia vieja, quedó obsoleta y con poca capacidad, y se decidió construir otra, en un punto de la población más central y por lo tanto más adecuado.
En 1744 el arquitecto y escultor Jaime Bort y Meliá, nacido en Vinromá, que se supone ya había realizado un proyecto inicial, testa a favor de la fábrica de la iglesia, pero será alrededor del año 1774 cuando comienzan las obras de construcción de un nuevo templo.
Andrés Moreno, autor de la fachada de la iglesia de San Juan Bautista de Cabanas, proyecta y ejecuta las obras, hasta que la Junta de fábrica en 1786 nombra a Bartolomé Ribelles Dalmau, arquitecto academicista, que hiciera visura y un proyecto para continuar las obras. El conflicto entre tradición barroca y academicismo neoclásico se patente, y la obra continúa bajo la dirección de Andrés Moreno pero con el trazado de Bartolomé Ribelles. Una planta y una fachada del último barroco se mezclan con un alzado y un espacio interior en estilo neoclásico.
Aunque en la misma fachada aparece el año 1793, las obras continuaron en el siglo XIX, así mismo la torre campanario y los altares, que se realizaron bien entrado el siglo XIX.
La destrucción durante la guerra civil española, fue importante, pero respetó los altares neoclásicos y la decoración en relieve del interior. También se conserva una importante colección de orfebrería y ornamentos litúrgicos.

## Arquitectura

### Estructura
El templo, siguiendo el modelo de iglesia columnaria de planta de salón, presenta tres naves de la misma altura y 
con cuatro tramos, crucero, presbiterio plano y coro alto a los pies. En las 
naves laterales se 
sitúan 
capillas tipo hornacina entre los contrafuertes. Y a los lados del presbiterio dos dependencias-sacristía y capilla de la Comunión-permiten acceder al tras sagrario, alrededor de la cabecera del templo.

### Fachada
En el centro de una fachada claramente inacabada con un remate plano, se encuentra una puerta enmarcada por un arco de medio punto, dentro de un conjunto de pilastras corintias. En el segundo cuerpo, una hornacina apilastrada coronada por un frontón contiene la imagen de la Virgen de dos metros de altura realizada en "Gres", obra del artista Tomas Roures nacido en esta localidad, y que regalo al municipio por un deseo expreso de su madre.

### Interior
La cubierta de la nave central es de bóveda de cañón con lunetas. Sobre el crucero se levanta una cúpula sobre un tambor octogonal con ojos de buey en cada cara, sin linterna.
Los pilares de sección cuadrada y las pilastras de los muros están coronadas por decoración jónica con guirnaldas, y por encima un friso abombado, que sirve para sostener un entablamento que recorre todo el perímetro del templo, y que separa el pilar del arco.

### Campanario
Consta de una torre de dos cuerpos, el primero y más largo, de planta cuadrada, macizo excepto la escalera y la sala del reloj, y el segundo es el cuerpo de las campanas, de planta octogonal, con aberturas de medio punto sólo en cuatro caras.